# The Passer-By (film 1912)
The Passer-By è un cortometraggio muto del 1912 diretto da Oscar Apfel.

## Trama
Invitato a una cena di laurea, uno degli ospiti racconta la storia della sua vita.

## Produzione
Il film fu prodotto dalla Edison Company.

## Distribuzione
Distribuito dalla General Film Company, il film - un cortometraggio in una bobina - uscì nelle sale cinematografiche statunitensi il 21 giugno 1912.